# Convertisseur Boost
Pour les articles homonymes, voir Boost.
 (septembre 2016).
Si vous disposez d'ouvrages ou d'articles de référence ou si vous connaissez des sites web de qualité traitant du thème abordé ici, merci de compléter l'article en donnant les références utiles à sa vérifiabilité et en les liant à la section « Notes et références ».
Un convertisseur Boost (ou Step-Up en anglais), ou hacheur parallèle, est une alimentation à découpage qui convertit une tension continue en une autre tension continue de plus forte valeur.

## Applications

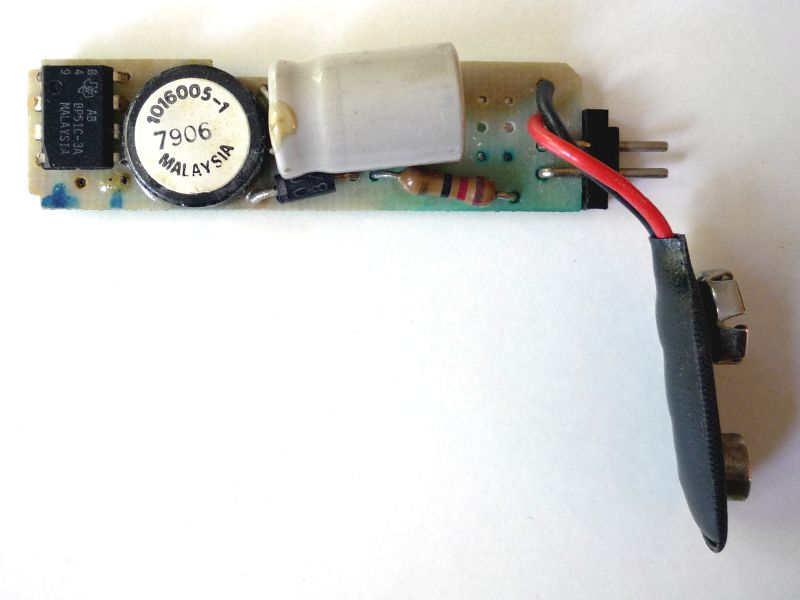
Fig. 0 : convertisseur Boost utilisé dans une calculatrice TI transformant du 2,4 V en 9 V

On utilise un convertisseur boost lorsqu'on désire augmenter la tension disponible d'une source continue.
Les systèmes alimentés par batterie d'accumulateurs utilisent souvent plusieurs accumulateurs en série afin de disposer d'un niveau de tension suffisamment élevé. La place disponible étant souvent limitée, il n'est pas toujours possible de disposer d'un nombre suffisant d'éléments. Un convertisseur boost permet d'augmenter la tension fournie par les batteries et ainsi diminuer le nombre d'éléments nécessaires pour atteindre le niveau de tension désiré. Les véhicules hybrides ainsi que les systèmes d'éclairage (utilisant des lampes à économie d'énergie) sont deux exemples typiques d'utilisation des convertisseurs boost.
- Les convertisseurs boost sont utilisés dans des applications de faible puissance comme les systèmes d'éclairage portatifs. Une diode électroluminescente blanche nécessite une tension de 2,7 à 3,6 V environ pour fonctionner, un convertisseur boost permet d'augmenter la tension fournie par une pile de 1,5 V afin de réaliser une lampe torche faible consommation.
- Les convertisseurs boost peuvent aussi délivrer des tensions bien plus élevées afin d'alimenter les tubes à cathode froide présents dans le rétro-éclairage des écrans à cristaux liquides ou les flashs des appareils photo par exemple.

- Une automobile hybride comme la Toyota Prius utilise un moteur électrique, nécessitant une tension de 500 V. Sans convertisseur boost, cette automobile devrait embarquer 417 éléments d'accumulateurs NiMH connectés en série pour alimenter ce moteur. Cependant, la Prius n'utilise que 168 éléments ainsi qu'un convertisseur boost afin de passer la tension disponible de 202 à 500 V.

## Principe de fonctionnement

Fig. 1 : schéma de base d'un convertisseur Boost.

Fig. 2 : les deux configurations d'un convertisseur Boost suivant l'état de l'interrupteur S.

Le fonctionnement d'un convertisseur Boost peut être divisé en deux phases distinctes selon l'état de l'interrupteur S (voir figure 2) :
- une phase d'accumulation d'énergie : lorsque l'interrupteur S (voir figure 1) est fermé (état passant), cela entraîne l'augmentation du courant dans l'inductance donc le stockage d'une quantité d'énergie sous forme d'énergie magnétique. La diode D est alors bloquée et la charge est alors déconnectée de l'alimentation ;

- lorsque l'interrupteur est ouvert, l'inductance se trouve alors en série avec le générateur et sa f.e.m. s'additionne à celle du générateur (effet survolteur). Le courant traversant l'inductance traverse ensuite la diode D, le condensateur C et la charge R. Il en résulte un transfert de l'énergie accumulée dans l'inductance vers la capacité.

### Conduction continue

Fig. 3 : formes d'ondes courant/tension dans un convertisseur Boost.

Quand un convertisseur Boost travaille en mode de conduction continue, le courant IL traversant l'inductance ne s'annule jamais. La figure 3 montre les formes d'ondes du courant et de la tension dans un convertisseur Boost.
La tension de sortie est calculée de la façon suivante (en considérant les composants comme parfaits) :
Durant l'état passant, l'interrupteur S est fermé, entraînant l'augmentation du courant suivant la relation :
{\displaystyle V_{i}=L{\frac {dI_{L}}{dt}}}
À la fin de l'état passant, le courant IL a augmenté de :
{\displaystyle \Delta I_{L_{On}}=\int _{0}^{\alpha \cdot T}dI_{L}=\int _{0}^{\alpha \cdot T}{\frac {V_{i}\cdot dt}{L}}={\frac {V_{i}\cdot \alpha \cdot T}{L}}}
{\displaystyle \alpha } étant le rapport cyclique. Il représente la fraction de la période T pendant laquelle l'interrupteur S conduit. {\displaystyle \alpha } est compris entre 0 (S ne conduit jamais) et 1 (S conduit tout le temps).
Pendant l'état bloqué, l'interrupteur S est ouvert, le courant traversant l'inductance circule à travers la charge. Si on considère une chute de tension nulle aux bornes de la diode et un condensateur suffisamment grand pour garder sa tension constante, l'évolution de IL est :
{\displaystyle V_{i}-V_{o}=L{\frac {dI_{L}}{dt}}}
Par conséquent, la variation de IL durant l'état bloqué est :
{\displaystyle \Delta I_{L_{Off}}=\int _{0}^{\left(1-\alpha \right)T}dI_{L}=\int _{0}^{\left(1-\alpha \right)T}{\frac {\left(V_{i}-V_{o}\right)dt}{L}}={\frac {\left(V_{i}-V_{o}\right)\left(1-\alpha \right)T}{L}}}
Si on considère que le convertisseur a atteint son régime permanent, la quantité d'énergie stockée dans chacun de ces composants est la même au début et à la fin d'un cycle de fonctionnement. En particulier, l'énergie stockée dans l'inductance est donnée par :
{\displaystyle E={\frac {1}{2}}L\cdot I_{L}^{2}}
En conséquence, le courant traversant l'inductance est le même au début et à la fin de chaque cycle de commutation. Ce qui peut s'écrire de la façon suivante :
{\displaystyle \Delta I_{L_{On}}+\Delta I_{L_{Off}}=0}
En remplaçant {\displaystyle \Delta I_{L_{On}}} et {\displaystyle \Delta I_{L_{Off}}} par leur expression, on obtient :
{\displaystyle \Delta I_{L_{On}}+\Delta I_{L_{Off}}={\frac {V_{i}\cdot \alpha \cdot T}{L}}+{\frac {\left(V_{i}-V_{o}\right)\left(1-\alpha \right)T}{L}}=0}
Ce qui peut se réécrire de la façon suivante :
{\displaystyle {\frac {V_{o}}{V_{i}}}={\frac {1}{1-\alpha }}}
Grâce à cette dernière expression, on peut voir que la tension de sortie est toujours supérieure à celle d'entrée (le rapport cyclique variant entre 0 et 1), qu'elle augmente avec {\displaystyle \alpha }, et que théoriquement elle peut être infinie lorsque {\displaystyle \alpha } se rapproche de 1. C'est pour cela que l'on parle de survolteur.

### Conduction discontinue

Fig. 4 : formes d'ondes courant/tension dans un convertisseur Boost en conduction discontinue.

Dans certains cas, la quantité d'énergie demandée par la charge est assez faible et peut être transférée en un temps plus court qu'une période de commutation. Dans ce cas, le courant traversant l'inducteur s'annule pendant une partie de la période. La seule différence avec le principe de fonctionnement décrit précédemment, est que l'inductance est complètement déchargée en début de cycle (voir les formes d'ondes sur la figure 4). Bien que faible, la différence entre conduction continue et discontinue a un fort impact sur la formule de la tension de sortie. La tension de sortie peut être calculée de la façon suivante :
Comme le courant de l'inductance est nul en début de cycle, son maximum {\displaystyle I_{L_{Max}}} (a {\displaystyle t=\alpha .T}) vaut :
{\displaystyle I_{L_{Max}}={\frac {V_{i}\cdot \alpha \cdot T}{L}}}
Pendant l'état bloqué, IL s'annule après δ.T :
{\displaystyle I_{L_{Max}}+{\frac {\left(V_{i}-V_{o}\right)\cdot \delta \cdot T}{L}}=0}
En utilisant les deux dernières équations, δ vaut :
{\displaystyle \delta ={\frac {V_{i}\cdot \alpha }{V_{o}-V_{i}}}}
Le courant dans la charge Io est égal au courant moyen traversant la diode (ID). Comme on peut le voir sur la figure 4, le courant traversant la diode est égal à celui dans l'inductance pendant l'état bloqué.
Par conséquent, le courant traversant la diode peut être écrit de la façon suivante :
{\displaystyle I_{o}={\bar {I_{D}}}={\frac {I_{L_{max}}}{2}}\delta }
En remplaçant ILmax et δ par leurs expressions respectives, on obtient :
{\displaystyle I_{o}={\frac {V_{i}\cdot \alpha \cdot T}{2L}}{\frac {V_{i}\cdot \alpha }{V_{o}-V_{i}}}={\frac {V_{i}^{2}\cdot \alpha ^{2}\cdot T}{2L\left(V_{o}-V_{i}\right)}}}
Par conséquent, le gain de tension en sortie peut être écrit de la façon suivante :
{\displaystyle {\frac {V_{o}}{V_{i}}}=1+{\frac {V_{i}\cdot \alpha ^{2}\cdot T}{2L\cdot I_{o}}}}
Cette expression est bien plus complexe que celle obtenue lors de l'étude en conduction continue.
En conduction discontinue, le gain en tension dépend du rapport cyclique mais aussi de la tension d'entrée, de la valeur de l'inductance et du courant de sortie.

### Limite entre la conduction continue et discontinue

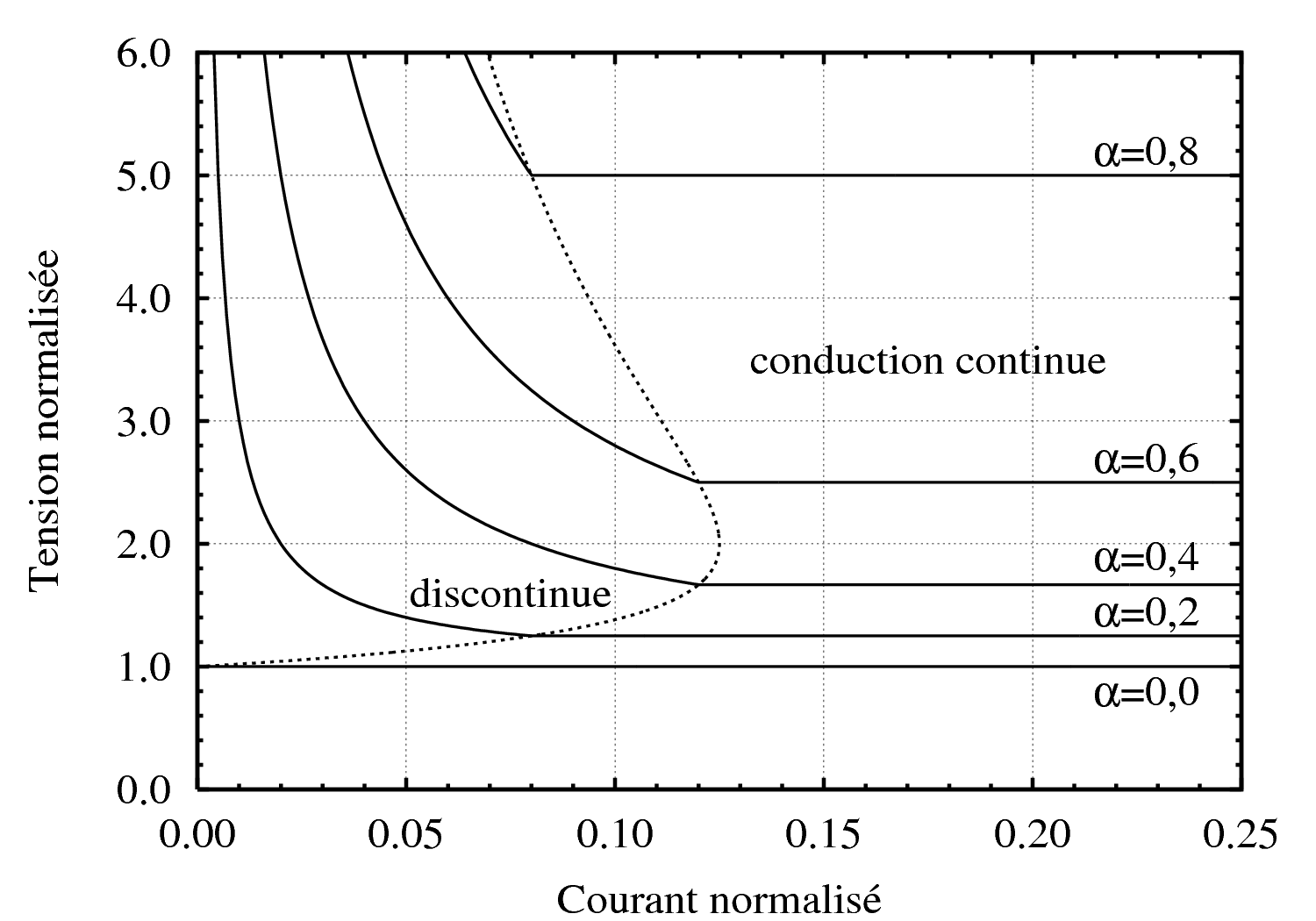
Fig. 5 : évolution de la tension de sortie normalisée d'un convertisseur Boost avec un courant de sortie normalisé.

Comme expliqué dans le paragraphe précédent, le convertisseur fonctionne en conduction discontinue quand le courant demandé par la charge est faible, et il fonctionne en conduction continue pour les courants plus importants. La limite entre conduction continue et conduction discontinue est atteinte quand le courant dans l'inductance s'annule juste au moment de la commutation. Avec les notations de la figure 4, cela correspond à :
{\displaystyle \alpha \cdot T+\delta \cdot T=T}
{\displaystyle \alpha +\delta =1}
Dans ce cas, le courant de sortie Iolim (courant de sortie à la limite de la conduction continue et discontinue) est donné par la relation :
{\displaystyle I_{o_{lim}}={\bar {I_{D}}}={\frac {I_{L_{max}}}{2}}\left(1-\alpha \right)}
En remplaçant ILmax par son expression en conduction discontinue :
{\displaystyle I_{o_{lim}}={\frac {V_{i}\cdot \alpha \cdot T}{2L}}\left(1-\alpha \right)}
À la limite entre les deux modes de conduction, la tension de sortie obéit aux expressions des deux modes. On utilisera celle donnée pour le mode de conduction continue :
{\displaystyle {\frac {V_{o}}{V_{i}}}={\frac {1}{1-\alpha }}}
On peut donc réécrire Iolim de la façon suivante :
{\displaystyle I_{o_{lim}}={\frac {V_{i}\cdot T}{2L}}{\frac {V_{i}}{V_{o}}}\left(1-{\frac {V_{i}}{V_{o}}}\right)}
Introduisons deux nouvelles notations :
- la tension normalisée, définie par {\displaystyle \left|V_{o}\right|={\frac {V_{o}}{V_{i}}}}, qui correspond au gain en tension du convertisseur ;
- le courant normalisé, défini par {\displaystyle \left|I_{o}\right|={\frac {L}{T\cdot V_{i}}}I_{o}}. Le terme {\displaystyle {\frac {T\cdot V_{i}}{L}}} correspond à l'augmentation maximale de courant que l'on peut atteindre lors d'un cycle (variation du courant dans l'inductance atteinte pour {\displaystyle \alpha =1}). On obtient donc, en régime permanent, {\displaystyle \left|I_{o}\right|} égale 0 quand le courant de sortie est nul, et 1 pour le courant maximum que peut fournir le convertisseur.

En utilisant ces notations, on obtient :
- en conduction continue, {\displaystyle \left|V_{o}\right|={\frac {1}{1-\alpha }}} ;
- en conduction discontinue, {\displaystyle \left|V_{o}\right|=1+{\frac {V_{i}\cdot \alpha ^{2}\cdot T}{2L\cdot I_{o}}}=1+{\frac {\alpha ^{2}}{2\left|I_{o}\right|}}} ;
- le courant limite entre la conduction continue et discontinue est {\displaystyle I_{o_{lim}}={\frac {V_{i}\cdot T}{2L}}\alpha \left(1-\alpha \right)={\frac {I_{o_{lim}}}{2\left|I_{o}\right|}}\alpha \left(1-\alpha \right)}.

Par conséquent, la frontière entre conduction continue et discontinue est décrite par :
{\displaystyle {\frac {1}{2\left|I_{o}\right|}}\alpha \left(1-\alpha \right)=1}
Cette courbe a été tracée sur la figure 5. La différence de comportement entre conduction continue et discontinue est très nette. Cela peut engendrer des problèmes d'asservissement de la tension de sortie.

### Analyse en valeur moyenne
Un modèle en valeur moyenne est une méthode pour calculer la moyenne par période des formes d'ondes.
Elle consiste à écrire les équations correspondantes dans chacun des états du système (ici, il y a deux états, comme expliqué sur la figure 2), et à les multiplier par la proportion de temps que passe le convertisseur dans chaque état.
Dans le cas d'un convertisseur Boost, dans l'état passant, la variation du courant dans l'inductance est donnée par :
{\displaystyle L{\frac {dI_{L}}{dt}}=V_{i}}
Pendant l'état bloqué, la tension aux bornes de l'interrupteur est égale à la tension de sortie (on considère que la diode n'engendre pas de chute de tension) :
{\displaystyle L{\frac {dI_{L}}{dt}}=V_{i}-V_{o}}
Par conséquent, la variation moyenne dans l'inductance est obtenue en multipliant les deux équations précédentes par le temps passé dans l'état correspondant ({\displaystyle \alpha } T pour l'état passant et (1-{\displaystyle \alpha })T pour l'état bloqué) puis en divisant le tout par la période de commutation :
{\displaystyle L{\bar {\frac {dI_{L}}{dt}}}=\left(\alpha \cdot T\cdot V_{i}+(1-\alpha )T\cdot (V_{i}-V_{o})\right){\frac {1}{T}}=\alpha \cdot V_{i}+(1-\alpha )\cdot (V_{i}-V_{o})}
avec :
- {\displaystyle {\bar {\frac {dI_{L}}{dt}}}} : les variations dans l'inductance à une échelle plus lente que celle de la fréquence de découpage. Pour un convertisseur en régime permanent :
- {\displaystyle {\bar {\frac {dI_{L}}{dt}}}=0}.

Les équations précédentes deviennent donc :
{\displaystyle \alpha \cdot V_{i}+(1-\alpha )\cdot (V_{i}-V_{o})=0}
Qui peut se mettre sous la forme :
{\displaystyle {\frac {V_{o}}{V_{i}}}={\frac {1}{1-\alpha }}} (On retrouve l'équation obtenue par l'étude précédente)
L'intérêt de cette méthode est qu'elle masque l'existence des interrupteurs du convertisseur, autorisant ainsi une étude du convertisseur avec les techniques classiques de modélisation en continu/alternatif.

## Cas du circuit non-idéal

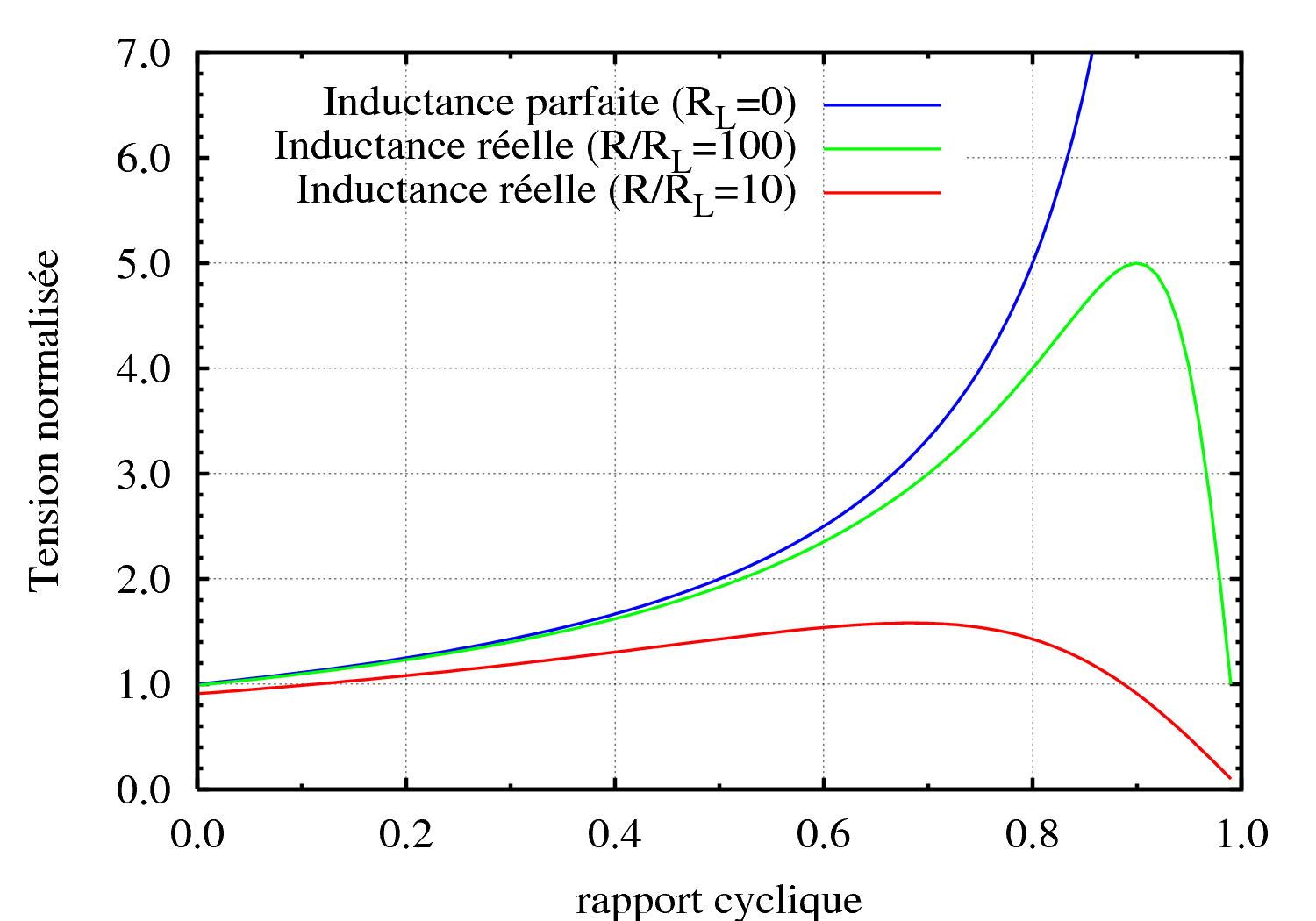
Fig. 6 : évolution de la tension de sortie d'un convertisseur Boost en fonction du rapport cyclique quand la résistance parasite de l'inductance augmente.

L'étude précédente a été faite avec les hypothèses suivantes :
- le condensateur de sortie a une capacité suffisante pour fournir une tension constante, au cours d'un cycle de fonctionnement, à la charge (une simple résistance) ;
- la chute de tension aux bornes de la diode est nulle ;
- pas de pertes par commutation dans les semi-conducteurs ;
- pas de pertes dans les composants d'une manière générale.

Ces hypothèses peuvent être très éloignées de la réalité, les imperfections des composants réels pouvant avoir des effets importants sur le fonctionnement du convertisseur.

### Prise en compte des résistances parasites
Dans l'étude précédente, la résistance interne des composants n'a pas été prise en compte. Cela signifie que toute la puissance est transmise sans perte de la source de tension vers la charge. Il existe cependant des résistances parasites dans tout le circuit à cause de la résistivité des matériaux utilisés pour sa construction. Par conséquent, une fraction de la puissance transmise par la source de tension est dissipée dans ces résistances parasites.
Pour des raisons de simplicité, on ne considèrera ici que les défauts de l'inductance en la modélisant par une inductance en série avec une résistance. Cette hypothèse est acceptable car une inductance est constituée d'un long fil qui peut donc présenter une résistance propre RL. De plus, le courant traverse la bobine dans les deux états du convertisseur (interrupteur passant et bloqué).
En utilisant la méthode de l'étude en valeur moyenne, on peut écrire :
{\displaystyle V_{i}={\bar {V}}_{L}+{\bar {V}}_{S}}
Avec :
- {\displaystyle {\bar {V}}_{L}}
- {\displaystyle {\bar {V}}_{S}} les tensions moyennes, sur un cycle de fonctionnement, aux bornes respectivement de l'inductance et de l'interrupteur.

Si on considère que le convertisseur est en régime permanent, le courant moyen à travers l'inductance est constant. La tension moyenne aux bornes de l'inductance devient donc :
{\displaystyle {\bar {V}}_{L}=L{\frac {\bar {dI_{L}}}{dt}}+R_{L}{\bar {I}}_{L}=R_{L}{\bar {I}}_{L}}
Quand l'interrupteur est passant, VS=0. Quand il est bloqué, la diode devient passante donc VS=Vo. Par conséquent, la tension moyenne à travers l'interrupteur est :
{\displaystyle {\bar {V}}_{S}=\alpha \cdot 0+(1-\alpha )V_{o}=(1-\alpha )V_{o}}
Le courant de sortie est égal à celui dans l'inductance durant l'état bloqué. Le courant moyen dans l'inductance s'écrit donc :
{\displaystyle {\bar {I}}_{L}={\frac {I_{o}}{1-\alpha }}}
Si on considère les ondulations de tension et de courant en sortie comme négligeables, la charge peut être considérée comme purement résistive. Si on note R la résistance de la charge, l'expression précédente devient :
{\displaystyle {\bar {I}}_{L}={\frac {V_{o}}{(1-\alpha )R}}}
En utilisant les équations précédentes, la tension d'entrée s'écrit :
{\displaystyle V_{i}=R_{L}{\frac {V_{o}}{(1-\alpha )R}}+(1-\alpha )V_{o}}
Cette expression peut se mettre sous la forme :
{\displaystyle {\frac {V_{o}}{V_{i}}}={\frac {1}{{\frac {R_{L}}{R(1-\alpha )}}+1-\alpha }}}
Si la résistance de l'inductance est nulle, on retrouve l'équation obtenue dans le cas idéal, mais plus RL augmente, plus le gain en tension du convertisseur diminue par rapport au cas idéal. De plus l'influence de RL augmente avec le rapport cyclique (Voir figure 6).

## Exemples de convertisseurs Boost

### Convertisseur Boost mécanique
Il existe des systèmes mécaniques dont le principe de fonctionnement est identique à celui des convertisseurs de type boost. Par exemple les dispositifs permettant de démarrer les moteurs Diesel à la manivelle.
Phase de stockage : au cours de la première phase le moteur Diesel est débrayé, le système d'embrayage joue le même rôle que l'interrupteur. La manivelle actionne alors uniquement un volant d'inertie. On stocke de l'énergie cinétique dans celui-ci.
Phase de restitution : lorsque la vitesse de rotation du volant est suffisante, on embraye sur le moteur diesel. Le couple du volant d'inertie s'ajoute au couple exercé par la manivelle et permet la mise en mouvement du moteur.